# Popis slučajeva islamističkog terorizma povezanih s Hrvatskom
Na ovom popisu navedeni su slučajevi u kojima su Hrvati ili imovina Republike Hrvatske bili oštećeni napadima 
islamističkih terorista. 
| Datum               | Mjesto                      | Počinitelji               | Opis događaja | Žrtve                        |
| ------------------- | --------------------------- | ------------------------- | --- | ---------------------------- |
| 14. prosinca 1993.  | Alžir                       | Naoružana islamska grupa  | Zbog Alžirskog građanskog rata (1991. – 2002.), jedna od zaraćenih frakcija imena "Naoružana islamska grupa", upala je u kamp radnika hrvatskog poduzeća Hidroelektra i masakrirala dvanaest radnika, dok su dvoje teško ozlijedili. | 12 ubijenih, 2 teško ranjena |
| 20. listopada 1995. | Rijeka                      | al Gamma'a – al Islamiyya | Bombaš samoubojica iz egipatske terorističke organizacije al Gamma'a – al Islamiyya, dovezao se autom napunjenim TNT-om do policijske postaje u Rijeci, nakon čega je aktivirao eksploziv. Motiv za napad, navodno je bila akcija u BiH, ukojoj je HVO zarobio, a Hrvatska isporučila egipatskim vlastima važnog člana te organizacije Abu Talata al-Quasimija. | 29 ozlijeđenih               |
| 3. travnja 2004.    | Faludža, Irak               | irački pobunjenici        | Američki Hrvat Jerko "Jerry" Zovko, koji je radio za američku tvrtku Blackwater Security Consulting, jedan je od ubijenih u zasjedi iračkih pobunjenika blizu iračkog grada Faludže. Nakon zasjede, tijela ubijenih su zapaljena, vućena ulicama i na kraju obješena za most preko rijeke Eufrat. | 4 ubijena                    |
| 24. listopada 2004. | okolica Mosula, Irak        | irački pobunjenici        | Hrvatski vozač kamiona Dalibor Burazović, poginuo je zbog napada na konvoj u kojem se kretao njegov kamion. | najmanje jedan ubijen        |
| 7. veljače 2006.    | okolica Tikrita             | irački pobunjenici        | Vozač kamiona Ivan Pavčević poginuo je u napadu iračkih pobunjenika na kamionski kovoj koji je prevozio robu za američku vojsku. | najmanje jedan ubijen        |
| 26. studenog 2006.  | Afganistan, blizu Kandahara | Talibani                  | Skupnik HV-a Goran Špehar, ranjen je RPG granatom prilikom čišćenja jednog sela na jugu Afganistana | 1 ranjen                     |
| 18. siječnja 2007.  | Bagdad, Irak                | irački pobunjenici        | Bivši časnik HV-a Željko Both poginuo je u zasjedi iračkih pobunjenika, štiteći konvoj američke tvrtke Unity Resources Group i nevladine organizacije National Democratic Institute. Za vrijeme napada, Both je radio u Unity Resources Group kao specijalist za sigurnost. | 3 poginula, 2 ranjena        |
| 22. srpnja 2015.    | Sinajski poluotok, Egipat   | ISIL, Sinajski vilajet    | Hrvatski zaposlenik francuske naftne kompanije CGG, Tomislav Salopek iz Vrpolja, otet je na Sinaju 22. srpnja 2015. godine, nakon što je naoružana skupina zaustavila njegov auto i odvela ga u nepoznatom smjeru. 5. kolovoza 2015. na internetu se pojavila video snimka u kojoj Salopek kleči na pijesku, dok iza njega stoji nepoznat muškarac s nožem. Salopek potom čita poruku s papira, te se obraća egipatskoj vladi, tražeći da iz zatvora pusti muslimanke zatvorene u tamošnjim zatvorima, inače će ga islamisti ubiti. 12. kolovoza, ISIL je na svom Twitter profilu objavio fotografiju Salopekova mrtvog tijela, te napisao da se njegovim ubojstvom osvećuju Hrvatskoj "zbog sudjelovanja u ratu protiv Islamske države" | 1 mrtav                      |
| 24. srpnja 2019.    | Kabul, Afganistan           | Talibani                  | U napadu bombaša samoubojice na vozilo OSRH u Kabulu poginuo je pripadnik Zapovjedništva specijalnih snaga Josip Briški, dok su dvojica njegovih kolega ranjena. | 1 mrtav, 2 ranjena           |